# Peneroplidae
Peneroplidae су породица фораминифера.

## Изглед
Представници ове групе имају љуштуру која је порцеланска или од калцијум карбоната. Дискоидалног је облика или је издужена, планоспирална. По себи нема перфорације. Отвори постоје на септама и округли су и издужени или су разгранати.

## Станиште
Насељавају литоралну зону топлих мора.